# Ivhanna Gil
Ivhanna Gil (Nacida en Miami, Florida, Estados Unidos el 12 de diciembre de 1994) es una actriz, modelo, cantante, compositora de música religiosa católica y misionera voluntaria, establecida in Miami, FL. Actuó en el cortometraje religioso "Rose" de la directora Lauren McGarret en 2017. 
En 2018 fue candidata por el estado de Florida para el Concurso Nacional de Belleza de los Estados Unidos y en 2019 debutó como presentadora del canal María Visión y fue semifinalista del reality musical "The Chosen: segunda temporada" en 2021. Combinando su devoción católica por los necesitados y el talento para la música de adoración, Ivhanna es además en una activista social de la juventud, en su comunidad latina y otros lugares del mundo. 
Cuenta 4 sencillos producidos como solista, algunas colaboraciones y varios cover de canciones reconocidas. Su propuesta musical abarca géneros contemporáneos como el Pop, Latin pop, y el Alternative rock y los sonidos Afroamericanos. Actualmente es miembro activo de la Arquidiócesis de Miami en diferentes causas y eventos de responsabilidad social, promulgando la fe y la cercanía con Dios de los niños y jóvenes. 

## Biografía
Ivhanna Gil nació en la ciudad de Miami, FL. En el seno de una familia católica de arraigados valores religiosos. Sus padres, de nacionalidades colombiano y peruana, se asentaron en el estado de Florida para levantar a su familia en la comunidad latina de Miami desde finales del siglo pasado, como inmigrantes residentes legales. 
Su talento para el canto surgió a los 4 años y a los 11 años creó su primera composición musical. Desde entonces se interesó por una formación integral como artista, compaginando la actuación, la técnica vocal, la producción y composición lírica, entre otras habilidades para la comunicación. Sumado a su vocación fraternal y empatía por los demás, ha sido portavoz y voluntaria en la lucha contra bullying, la depresión y el suicidio, instruyendo a los fieles de la niñez y la juventud en su comunidad y en diversos eventos benéficos y sociales en Europa y los EE.UU.
Su primer contacto con la música católica contemporánea lo tuvo a los 11 años, cuando aunado a las celebraciones católicas en familia, Ivhanna Gil se asumió como Líder del Ministerio Juvenil de la Iglesia St. John Neumann en su natal Florida desde el 2008 hasta el 2018. Entretanto incursionaba en el modelaje y dio sus pasos como actriz, debutando en el cortometraje "Rose" en (2017). 
Después de su participación en el concurso Miss South Miami por Dania Beach, en 2018. Ingresó en la Florida International University y se graduó de una licenciatura en Artes de la Comunicación. Posteriormente la carrera de Educación musical en el Conservatorio de Música de Kendall. Al mismo tiempo. Ivhanna Gil ejerció como presentadora del programa de adoración para el canal latino María Visión en 2019. En 2021, formó parte del programa de telerrealidad musical "The Chosen USA, second season" Conducido por NP Productions en asociación con Reyes Music & Events, dónde alcanzó a posicionarse dentro de top 10 de los finalistas. 
Ivhanna continúa con su misión voluntaria sirviendo con un equipo de líderes misioneros adultos jóvenes para realizar viajes misioneros nacionales e internacionales en Eastern, KY, Fort Myers, FL, Nuevo México y República Dominicana. junto a varias comunidades religiosas, incluidas las Misioneras de la Caridad, Hijas de la Madre de Dios, las Hermanitas de los Pobres y el hogar de niños Nuestros Hermanos Pequeños. También en 2022, grabó algunos videos de covers musicales con el productor Jonatan Narvaez, y participó en eventos masivos World Youth Day.

## Discografía

### Sencillos
- El 4 de enero del 2022 lanzó su primer sencillo “Este Amor”
- El 4 de enero del 2023 lanzó su segundo sencillo “Corazón puro”
- El 4 de julio de 2023 lanzó su segundo sencillo “Bring Me”.

### Colaboraciones
- Futuros Santos feat. Ivhanna Gil- "Espíritu Santo” se estrenó en febrero del 2023.
- Jonatan Narvaez feat Ivhanna Gil - "Catholic Music (covers)” se estrenó en febrero del 2023.
- E.P.I.C. -La Banda-